# Championnats du monde de BMX freestyle
Cet article traite uniquement des épreuves de BMX freestyle. Pour la compétition de BMX race, voir Championnats du monde de BMX Racing.
Les championnats du monde de BMX freestyle, officiellement Championnats du Monde BMX Freestyle UCI, se déroulent chaque année depuis 2017 et sont organisés par l'Union cycliste internationale.
Ils sont composés de deux championnats : les championnats du Monde BMX Freestyle Park et les championnats du Monde BMX Freestyle Flatland

## Évolution du programme
Depuis leur création en 2017, les mondiaux de BMX freestyle ont lieu lors des championnats du monde de cyclisme urbain, en même temps que le cross-country éliminatoire et le vélo trial. En 2017 et 2018, c'est le BMX Freestyle Park, un enchaînement de figures sur différents modules de skatepark, qui intègre les mondiaux. En 2019, le BMX Freestyle Flatland (ou Flat), qui consiste à enchaîner des figures sur un sol plat, le plus souvent en équilibre sur une roue, fait son apparition aux championnats du monde de cyclisme urbain, où il remplace le cross-country éliminatoire.
Les mondiaux 2023 sont organisés dans le cadre des premiers championnats du monde de cyclisme UCI à Glasgow, qui rassemblent tous les quatre ans treize championnats du monde de cyclisme dans différentes disciplines cyclistes.

## Lieux
| Année | Pays                           | Ville                          |
| ----- | ------------------------------ | ------------------------------ |
| 2017  | Chine                          | Chengdu                        |
| 2018  | Chine                          | Chengdu                        |
| 2019  | Chine                          | Chengdu                        |
| 2020  | Annulés (pandémie de Covid-19) | Annulés (pandémie de Covid-19) |
| 2021  | France                         | Montpellier                    |
| 2022  | Émirats arabes unis            | Abou Dabi                      |
| 2023  | Royaume-Uni                    | Glasgow                        |
| 2024  | Émirats arabes unis            | Abou Dabi                      |

## Palmarès
- BMX freestyle Flatland
  - Hommes
  - Femmes

- BMX freestyle Park
  - Hommes
  - Femmes